# Passalus spinifer
Passalus spinifer là một loài bọ cánh cứng trong họ Passalidae. Loài này được Percheron miêu tả khoa học năm 1841.